# Private World: The Complete Early Studio Demos 1972–1973
Private World: The Complete Early Studio Demos 1972–1973 – dwupłytowy album zespołu New York Dolls, w skład którego wchodzą wczesne nagrania demo z lat 1972–1973.

## Lista utworów

### Dysk 1
1. "Bad Girl" – 3:47
2. "Looking for a Kiss" – 3:44
3. "Don't Start Me Talking" – 3:44
4. "Don't Mess With Cupid" – 3:09
5. "Human Being" – 6:18
6. "Personality Crisis" – 4:15
7. "Pills" – 3:16
8. "Jet Boy" – 5:15
9. "Frankenstein" – 7:05
10. "Personality Crisis" – 4:05
11. "Looking for a Kiss" – 3:29
12. "Bad Girl" – 3:29
13. "Subway Train" – 4:46
14. "Seven Day Weekend" – 3:24
15. "Frankenstein" – 5:44
16. "Mystery Girls" – 2:59
17. "(There's Gonna Be A) Showdown" – 1:36
18. "Back in the USA" – 2:15

- Utwory 1–9 nagrano w Blue Rock Studio w 1972 (Nowy Jork)
- Utwory 10–13 nagrano w Escape Studios w 1972 (Nowy Jork)
- Utworu 14–18 nagrano w Planet Studios w 1973 (Nowy Jork)

### Dysk 2
1. "Endless Party" – 6:19
2. "Jet Boy" – 4:48
3. "It's Too Late: False Start" – 1:28
4. "It's Too Late" – 3:30
5. "Bad Detective" – 3:31
6. "Lonely Planet Boy" – 4:09
7. "Subway Train" – 5:01
8. "Private World" – 3:49
9. "Trash" – 3:11
10. "Human Being" – 5:57
11. "Don't Start Me Talking" – 3:22
12. "Hoochie Coochie Man" – 4:35
13. "(Give Him A) Great Big Kiss" – 3:36
14. "Vietnamese Baby" – 3:37
15. "Babylon" – 3:29
16. "Bad Girl" – 3:18
17. "Pills" – 3:23
18. "Personality Crisis" – 3:57

- Utworu 1–18 nagrano w Planet Studios w 1973 (Nowy Jork)

## Skład
- David Johansen – wokal
- Johnny Thunders – gitara, wokal
- Sylvain Sylvain – gitara
- Arthur Kane – gitara basowa
- Billy Murcia – perkusja
- Jerry Nolan – perkusja